# 谷渕弘
谷渕 弘（たにぶち ひろし、1971年2月12日 - ）は、コナミデジタルエンタテインメントのゲームクリエイター、プログラマー。奈良県天理市出身。

## 経歴
1994年にコナミに入社。『実況パワフルプロ野球2』にプログラマーとして携わる。その後ディレクターを経て『パワプロ9』〜『パワプロ11』、『パワプロ13』〜『パワプロ14』などでプロデューサーを務める。また、パワプロプロダクションの統括プロデューサーとして『パワメジャ』など関連シリーズでもプロデューサーを兼任した。
パワプロ14決定版を最後に統括プロデューサーから降板する（後任は藤岡謙治）。
その後は『パワポタ』シリーズでサクセスモードの企画・シナリオを担当し、パワプロシリーズでは『サクセス協力』としてクレジットされていた。
『実況パワフルプロ野球2011』ではスタッフとしてクレジットされていない。

## 人物
好きなプロ野球球団はセ・リーグでは阪神タイガース、パ・リーグでは福岡ソフトバンクホークスを挙げている。

## 主な作品
- 実況パワフルプロ野球シリーズ

## 出演
- パワプロTV（LINE LIVE）